# Edgard Hismans
Edgard Hismans (Hornu, 7 maart 1930 - Baudour, 4 juni 1995) was een Belgisch politicus, burgemeester en minister voor de PS.

## Levensloop
Hismans werd in 1952 regent in de wetenschappen aan de rijksnormaalschool van Bergen en was vervolgens van 1952 tot 1968 leraar aan het Provinciaal Instituut voor Technisch Onderwijs in Bergen. Daarnaast was hij van 1967 tot 1970 docent aan de provinciale verplegingsscholen in Bergen en van 1965 tot 1977 onderdirecteur van de afdeling voor sociale promotie aan de industriële staatsschool in Jemappes. Van 1968 tot 1970 was hij als opdrachthouder verbonden aan de onderwijsinspectie voor het technisch onderwijs en van daaruit werd hij gedetacheerd naar het kabinet van de toenmalige minister van Nationale Opvoeding Abel Dubois, waar hij de functie van hoofdadviseur bekleedde. Vervolgens was Hismans van 1970 tot 1977 ambtenaar verantwoordelijk voor het Fonds voor Schoolgebouwen van de provincie Henegouwen.
Voor de socialistische PSB, zoals de PS voor 1978 heette, werd Hismans in oktober 1970 verkozen tot gemeenteraadslid van Quaregnon. Begin 1977 werd hij burgemeester van de gemeente, een ambt dat hij bekleedde tot in maart 1995. Nog in 1977 vatte hij een parlementaire carrière aan in de Senaat: van 1977 tot 1978 als provinciaal senator voor Henegouwen en daarna van 1979 tot 1994 als rechtstreeks gekozen senator voor het arrondissement Bergen-Zinnik. Door de toen bestaande dubbelmandaten zetelde hij van rechtswege ook in de Cultuurraad voor de Franse Cultuurgemeenschap (1979-1980) en daarna in de Raad van de Franse Gemeenschap en de Waalse Gewestraad (1980-1994).
Van mei 1988 tot januari 1992 was Hismans minister van Landelijke Vernieuwing, Natuurbehoud, Bedrijventerreinen en Werkgelegenheid in de Waalse Executieve. Tot januari 1989 was hij eveneens bevoegd voor plaatselijke ambtenarenzaken. Zijn belangrijkste verwezenlijking als minister was de oprichting van de Waalse arbeidsbemiddelingsdienst Forem in 1989. In januari 1992 verdween hij uit de regering en nam hij opnieuw zijn parlementaire mandaten op. Gezondheidsproblemen noopten hem echter om in juli 1994 ontslag te nemen als parlementslid. Bijna een jaar later, in juni 1995, overleed Hismans aan een longembolie. 
Daarnaast was Hismans bestuurder bij de openbare vervoersmaatschappij TEC, ondervoorzitter van de intercommunale voor economische en ruimtelijke ontwikkeling IDEA en voorzitter van de Henegouwse intercommunale voor volksgezondheid ISPH.